# Darlingia
Darlingia är ett släkte av tvåhjärtbladiga växter. Darlingia ingår i familjen Proteaceae.
Kladogram enligt Catalogue of Life:
| Darlingia | \| \| Darlingia darlingiana \| \| \| \| \| \| Darlingia ferruginea \| \| \| \| |
|           | \| \| Darlingia darlingiana \| \| \| \| \| \| Darlingia ferruginea \| \| \| \| |
|           | Darlingia darlingiana                                                          |
|           |                                                                                |
|           | Darlingia ferruginea                                                           |
|           |                                                                                |